# ホッキョクギツネ

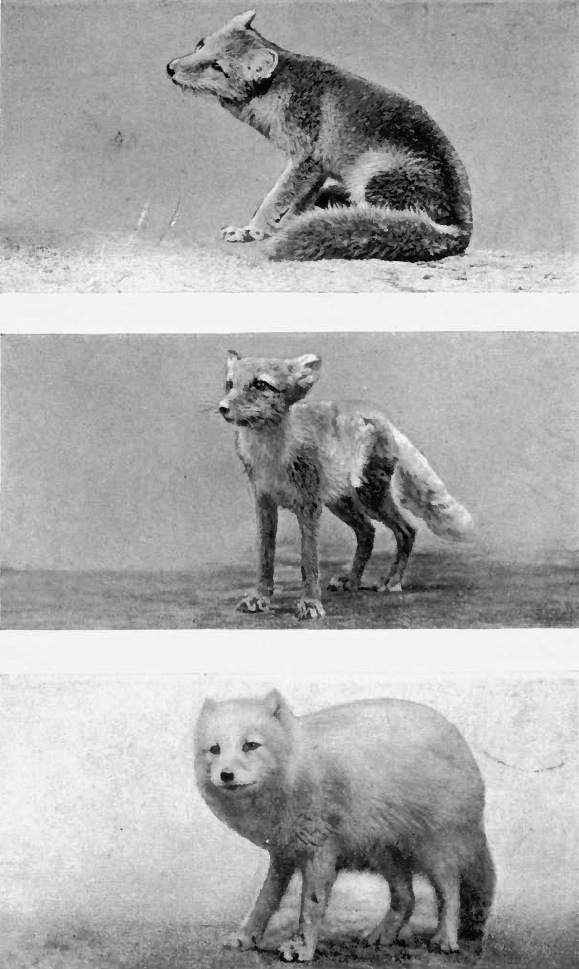
季節ごとの体毛の変化 (上:夏、下:冬)

ホッキョクギツネ（北極狐、学名: Vulpes lagopus）は、哺乳綱ネコ目イヌ科に分類される北極地域原産の小型のキツネの1種。ツンドラの3つのバイオーム（生物群系）すべてに見られる。
かつてはホッキョクギツネ属 Alpex の唯一の種とされてきたが、現在の分類ではキツネ属 Vulpes に含まれ、北米に住むキットギツネ Vulpes macrotis に近縁である。
王立協会が2014(平成26)年6月11日発行のProceedings of the Royal Society Bに掲載された論文によると、当種の起源はヒマラヤ-チベット高原にあるという。ヒマラヤと崑崙山脈で新発見のVulpes qiuzhudingiの化石(360-508万年前)が持つ高い肉食性を示す歯が、当種に極めて類似することがその根拠とされる。この発見は、これまでの最古の記録から300-400万年遡るという。 

## 形態
体長46–68cm、尾長26–42cm。
寒さに圧倒的に強く、－70℃の世界でも少し寒がる程度である。極寒地で生息できるための仕組みとして、毛が深くて濃い（アカギツネの体毛は5割が下毛なのに対し、ホッキョクギツネは体毛の7割が下毛である。）ことや、足を凍結から守るための対向流熱交換系があること、体脂肪の十分な貯蔵が挙げられる。一般的に丸い体型をしていることや、マズル（鼻口部）や脚が短いこと、耳が小さくて分厚いことからわかるように、表面積と体積の比が低い。寒さに晒される表面積を小さくすることで、体温が逃げるのを防ぐ。

## 食性
主にホッキョクグマの食べ残し、自分でとった魚やレミング（タビネズミ、中でも割合が大きい）、ホッキョクウサギ、ライチョウ、ワモンアザラシの幼獣を食べる。他に爬虫両棲類や卵、アザラシ、セイウチ、クジラ、トナカイなどの死骸を食べることさえあり、概して見つけたものはなんでも食べる。一群れで毎日レミングを数十匹食べることがある。5月〜6月の間は雪の中の洞穴に閉じこめられていて比較的不自由な状態でいるワモンアザラシの幼獣を捕食する。ホッキョクギツネはときに流氷群をたどり、氷原が途切れているとそこを泳いで小さな島に渡る。そしてホッキョクグマののこしたアザラシの残骸や魚を食べている。彼らは嗅覚が鋭く死肉が2.5mの雪の中に埋もれていても見つけ出してしまう。またよくホッキョクグマの後について行動するのが見られる。獲物のおすそ分けに与かろうとしているようだ。
しかし彼らは残り物だけに満足しているのではない。時には雪に穴を掘り地表面で雪の下で活動しているレミングなどを待ち伏せる。レミングやハタネズミが少なくなると鳥を捕らえるようになる。ガンやカモ、海鳥、ライチョウ、そして小さなネズミ類さえも捕食する。ホッキョクグマの狩りを真似て自分でもワモンアザラシの幼獣を捕らえて食べることもある。ホッキョクグマは幼獣・成獣に関係なくワモンアザラシ以外にアゴヒゲアザラシ等他のアザラシ類も捕食するが、ホッキョクギツネはワモンアザラシの幼獣のみを捕食する。ホッキョクギツネ同士で食べ物を奪い合ったり、また傷ついた個体を攻撃して食べてしまうことすらある。
人間の死体でも喜んで食べる。アリューシャン列島ではキツネが現地人の墓を掘り起こしてミイラ化した人間の皮を食べていたことを人類学者が報告している。1741年、探検家ベーリングが現在ベーリング島と呼ばれているところで座礁した。乗組員の大部分が壊血病に罹っており、重病者から先に島に上陸した。しかしホッキョクギツネにとっては動けない病人は絶好の餌食だった。ベーリングの隊員が2番目のボートで上陸したとき、病気で死にかかっている水夫仲間を襲っているホッキョクギツネを見たのである。

## 個体数と分布
北極地域、細かく言えばグリーンランドやロシア、カナダ、アラスカ、スヴァールバル諸島の辺境を含む北極圏全体、更に亜北極圏やアイスランド、スカンディナヴィア本土の山脈などの高山地域で見られる。
種の保護状況は良好であるが、法律による狩猟や虐待に対する保護が数十年も続いたが功を奏せず、絶滅寸前状態になっているスカンディナヴィア本土の個体群は例外である。ノルウェー・スウェーデン・フィンランド全体の推定総個体数は成獣120匹にすぎない。
ツンドラではアカギツネと競合関係にある。近年アカギツネが分布を広げたことにより数が減ってきている。アカギツネがホッキョクギツネの子供を捕食する例もある。
また、病気で幼体が死亡するケースもある。

## 亜種
- ベーリング島ホッキョクギツネ（Vulpus lagopus beringensis）
- アイスランドホッキョクギツネ（Vulpus lagopus fuliginosus）
- グリーンランドホッキョクギツネ（Vulpus lagopus groenlandicus）
- ホール島ホッキョクギツネ（Vulpus lagopus hallensis）
- バロー岬ホッキョクギツネ（Vulpus lagopus innuitus）
- プリビロフ諸島ホッキョクギツネ（Vulpus lagopus pribilofensis）
- メードヌイ島ホッキョクギツネ（Vulpus lagopus semenovi）
- シベリアホッキョクギツネ（Vulpus lagopus sibiricus）
- スヴァールバル諸島ホッキョクギツネ（Vulpus lagopus spitzbergensis）
- アンガヴァホッキョクギツネ（Vulpus lagopus ungava）

## 画像

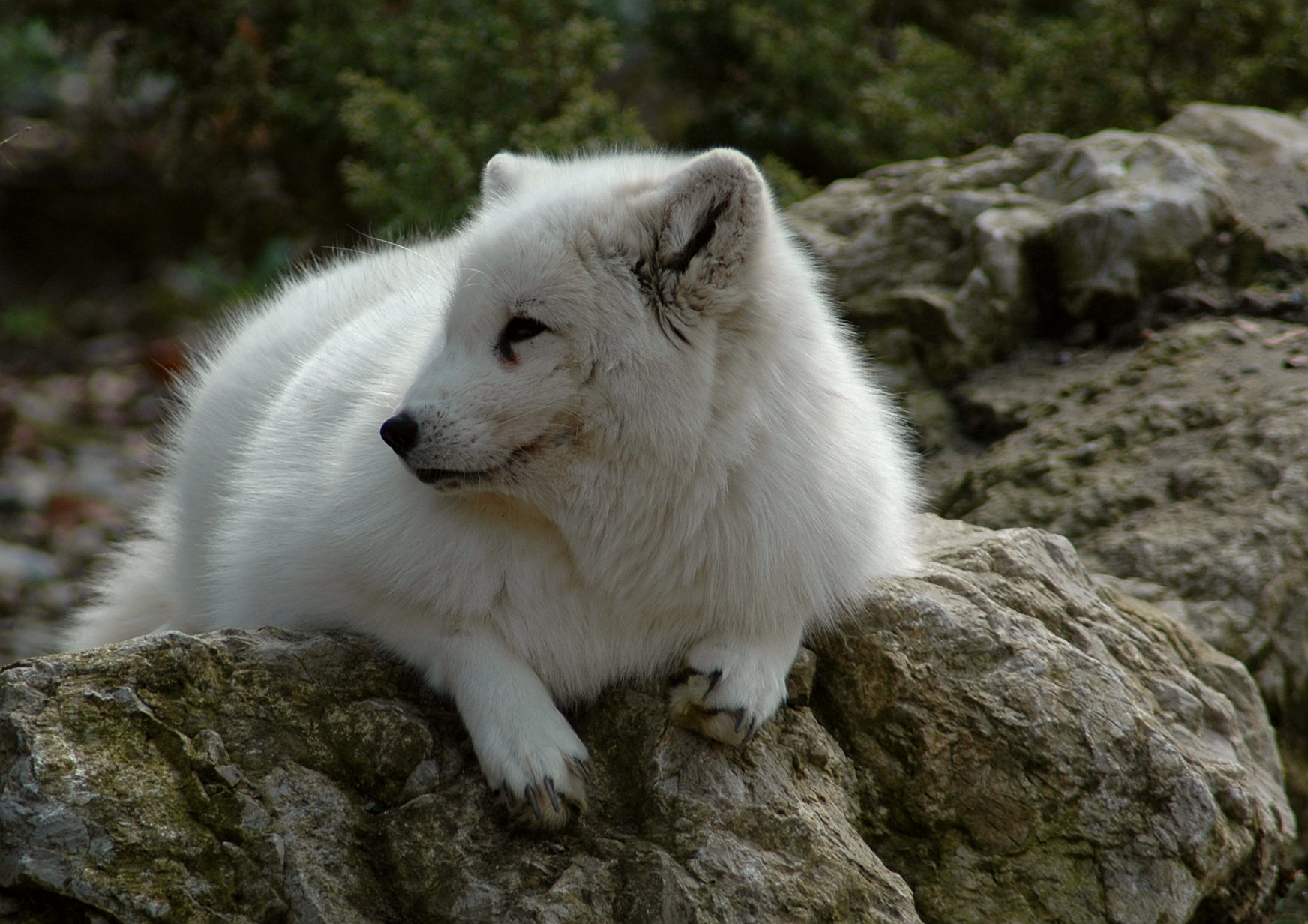
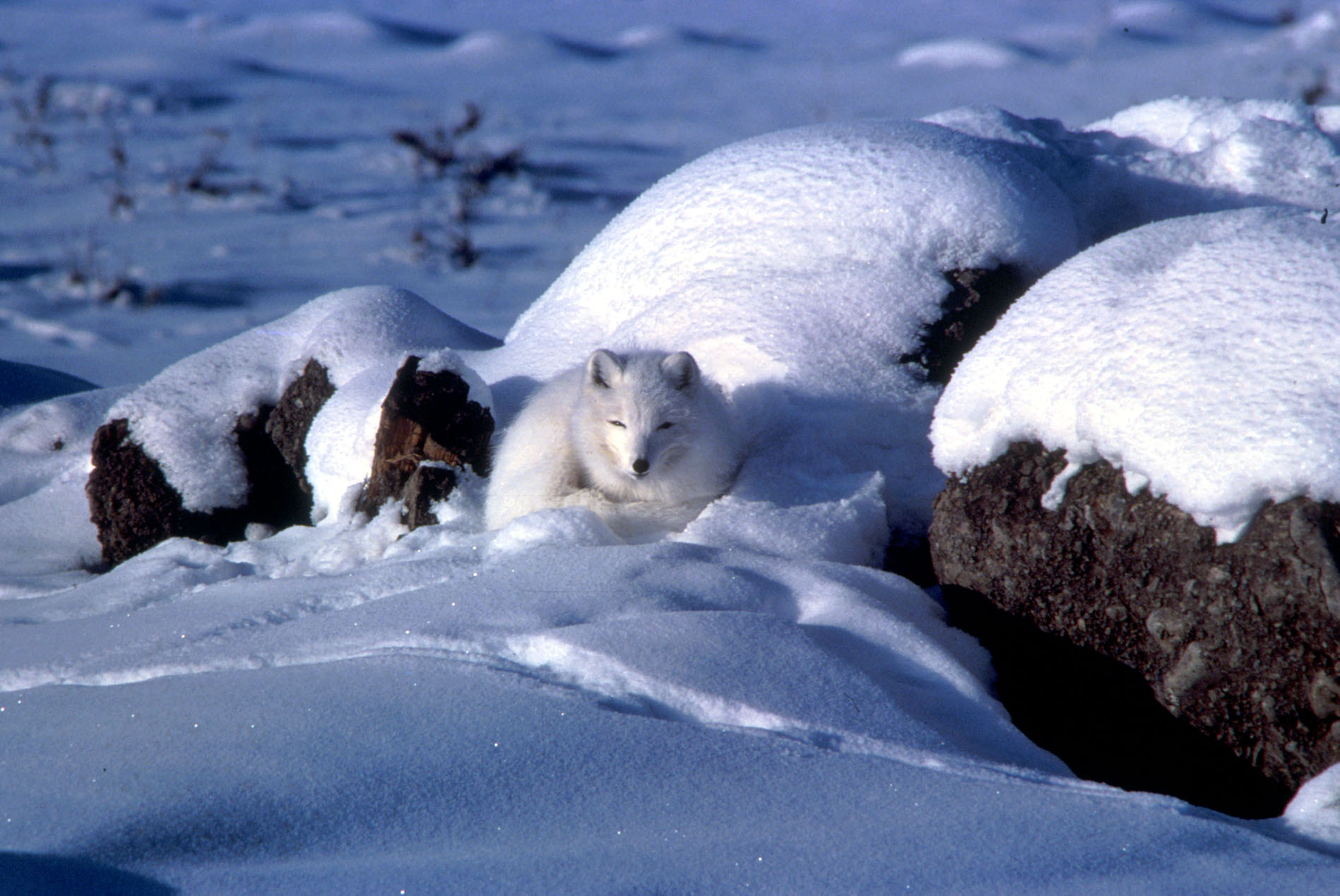
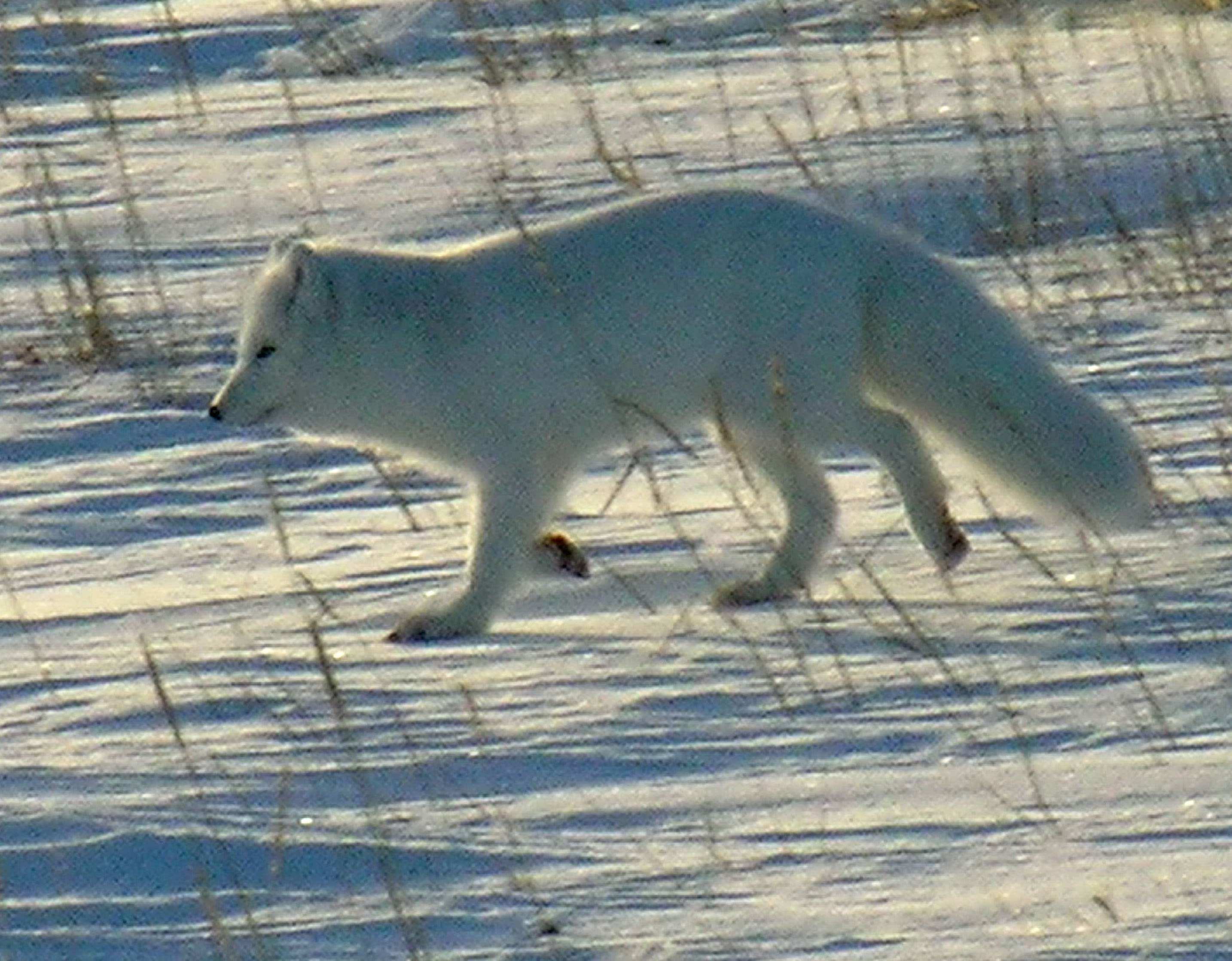
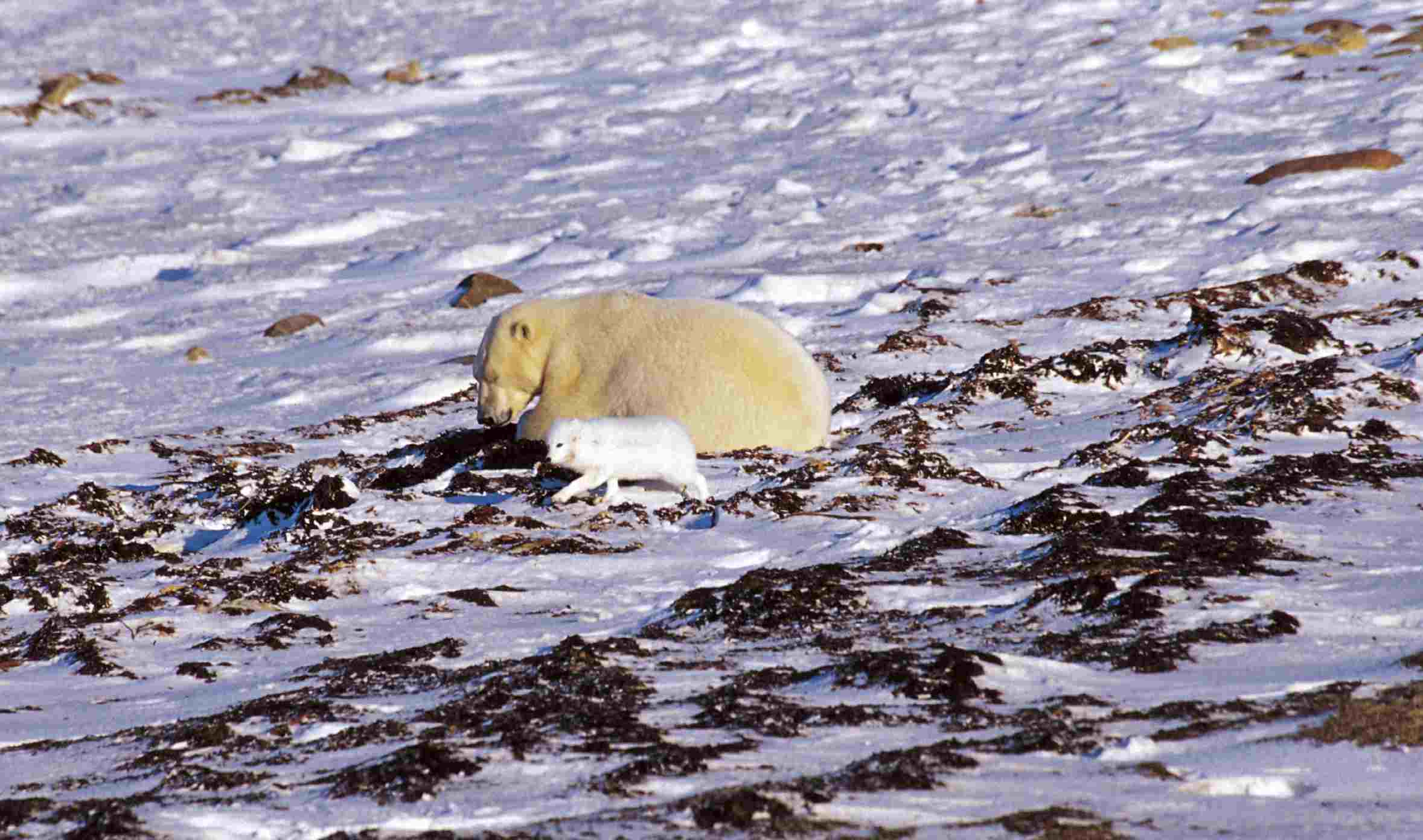
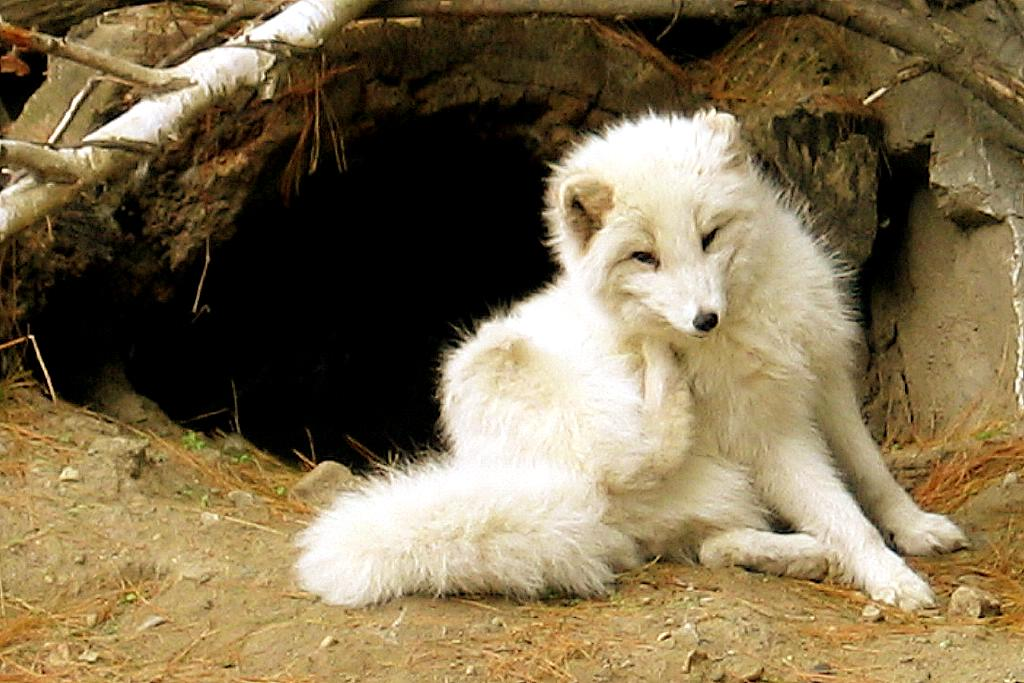